# کیوفومی ناگای
کیوفومی ناگای (انگلیسی: Kiyofumi Nagai؛ زادهٔ ۱۸ مهٔ ۱۹۸۳) دوچرخه‌سوار اهل ژاپن است.
وی در مسابقات کشوری و بین‌المللی در مجموع برندهٔ ۱ مدال برنز شده‌است.